# Костел блаженного Якова Стрепи (Старий Скалат)
Костел блаженного Якова Стрепи в Старому Скалаті — римсько-католицька церква в селі Старому Скалаті Тернопільської области України.

## Відомості
- 1910—1912 — збудовано муровану філіальну каплицю, освячення якої 23 червня 1912 року здійснив єпископ Владислав Бандурський.
- 1910-і — архієпископом Йосифом Більчевським подаровано образ блаженного архієпископа Якова Стрепи.
- 1929 — храм переведено до парафії св. Йосифа в Полупанівці.
- 1958—1990 — закритий радянською владою, яка використовувала його як шкільний склад (від 1983).
- 1995—1997 — каплиці перебудована на костел (проєкт С. Юрченко); споруджено парафіяльний будинок.
- 25 вересня 1997 — єпископ Маркіян Трофим'як освятив добудований костел.
- 19 вересня 1998 — архієпископ Мар'ян Яворський здійснив освячення інтер'єру святині.